# Онімгер
О́німгер (каз. Онимгер) — село у складі Мактааральського району Туркестанської області Казахстану. Входить до складу сільського округу Жолдабая Нурлибаєва.
До 2011 року село називалось 30 літ Казахської РСР.
Населення — 1188 осіб (2021; 1208 у 2009, 961 у 1999, 720 у 1989).